# Dolichopeza (Trichodolichopeza) hirtipennis
Dolichopeza (Trichodolichopeza) hirtipennis is een tweevleugelige uit de familie langpootmuggen (Tipulidae). De soort komt voor in het Afrotropisch gebied.